# Treacher Collins syndrom
Treacher Collins syndrom, TCS, beror på en mutation i en gen på kromosom 5. Mutationen kan uppstå antingen spontant eller ärvas. Kromosom 5 styr ansiktets utveckling, varvid skelett och muskulatur i ansiktet blir underutvecklat. TCS har mycket liten eller ingen koppling till intelligensnivå.
Treacher Collins syndrom är en ovanlig genetisk sjukdom i vilket sjukdomen yttrar sig på sådant sätt att ansiktet blir underutvecklat. TCS uppkommer i en av 10.000 födslar. De typiska fysiska attributen inkluderar ögon som pekar nedåt, Micrognathia (liten underkäke), problem med hörsel, underutvecklade kindben, hängande undre ögonlock samt deformerade öron. I det svåraste kända fallet saknades överkäke, ögonhålor och kindben helt.
I många fall måste en tracheostomi (andningsöppning i halsen) sättas någon vecka efter födseln då tillståndet ofta medför att patienten inte kan andas på normal väg.
TV-kanalen TCL gjorde år 2005 en dokumentär om den amerikanska flickan Juliana Wetmore (född 2003), som är den som drabbats värst av tillståndet i medicinsk historia. Wetmore saknar omkring 40% av alla ben i ansiktet. Hon fick gå igenom 45 stycken operationer.